# Hyponerita hamoia
Hyponerita hamoia är en fjärilsart som beskrevs av James John Joicey och Talbot 1916. Hyponerita hamoia ingår i släktet Hyponerita och familjen björnspinnare. Inga underarter finns listade i Catalogue of Life.